# Gertrúda Čechová
Gertrúda Čechová rozená Freundová (1916 nebo 1917 – ?) byla československá sportovní plavkyně.
Se závodním plaváním začínala v Bratislavě, v původně v maďarském sportovním klubu PTE Bratislava (Polgari Torna Egyesület). Po letní sezóně 1931 přerušil PTE z finančních důvodů činnost plaveckého oddílu, a proto přestoupila do Slávie Bratislava. 
Od sezóny 1932 pronikla mezi československou plaveckou špičku. Její hlavní plaveckou technikou byl znak. Své sportovní úspěchy na domácí scéně však nedokázala přetavit do československé reprezentace. Hlavní příčinou byli její povahové vlastnosti – dnešní terminologií by bez okolků snesla přídomek enfant terrible. V roce 1935 o ní deník Lidové noviny psal, že "plove proti proudu".
Po letní sezóně 1934 jí do Brna lákal nový ambiciózní klub ČPK Brno. V roce 1935 přestoupila v lednu do nově vzniklého slovenského plaveckého klubu SPK Bratislava.
V olympijském roce 1936 měla patřit k největším sportovním hvězdám československého olympijské výpravy na olympijských hrách v Berlíně. V únoru jí však byla na pokyn náčelníka Českého amatérského plaveckého svazu Josefa Tomáška pozastavena činnost. Důvodem půlroční diskvalifikace bylo porušení kázně a nedodržení olympijského závazku – při podepisování olympijského slibu připojila podmínky za kterých je ochotná reprezentovat a vše zakončila pohružkou, že svaz úmyslně uváděl jí horší výkony ve statistikách. Odvolání proti diskvalifikace k valné hromadě však nakonec nepodala. Týden po této diskvalifikaci při lyžování na hoře Kamzím utrpěla vážnou zlomeninu nohy. Po několikaměsíční rehabilitaci dokonce zvažovala na radu lékařů ukončit závodní činnost.
K závodnímu plavání se vrátila na podzim 1937. V roce 1938 vylepšila své československé rekordy, ale koncem června oznámila ukončení sportovní kariéry. Její poslední československý rekord na neolympijské trati 50 m znak 36,4 s z roku 1938 překonala v roce 1956 Marta Skupilová.
V roce 1939 se vdala se klubového kolegu Vojtěcha Čecha a po vzniku Slovenského štátu se s manželem kvůli jeho české národnosti přestěhovala do Protektorátu na Jičínsko. V Jičíně založili v roce 1940 s manželem plavecký oddíl při SK Jičín. Zároveň se vrátila k závodnímu plavání. V období okupace závodila za pražský klub Slavia Praha. Sportovní kariéru ukončila definitivně v roce 1946. V roce 1947 se jí narodila dcera Zora. Jako trenérka působila v padesátých letech dvacátého století v Hradci Králové v klubu TJ Lokomotiva.
Pod jejím a manželovým vedením vyrostla na Jičínsku celá řada výborných plavců – Václav Pacina, Jiří Kovář a zejména dvě největší osobnosti hradeckého plavání Petr Lohnický a Jindřich Vágner.

## Československé rekordy (olympijské tratě)
- 400 m volný způsob – 6:15,0 (1935) překonán v roce 1950 Růženou Maagovou
- 100 m znak – 1:22,2 (1938)  překonán v roce 1951 Stanislavou Nagovskou